# Dècada del 1690

## Esdeveniments
- S'inventa el clarinet i el catamarà
- Persecució dels jueus a Mallorca
- Fonaments del càlcul infinitesimal

## Personatges destacats
- John Locke
- Lluís XIV de França
- Pere I de Rússia
- Leopold I del Sacre Imperi Romanogermànic
- José Benito Xoriguera
- Jacques Bernoulli